# Список астероїдів (96201—96300)
| Назва                   | Тимчасове позначення | Дата відкриття    | Місце відкриття                | Відкривач                         |
| ----------------------- | -------------------- | ----------------- | ------------------------------ | --------------------------------- |
| (96201) 1992 RK3        | 1992 RK3             | 2 вересня 1992    | Обсерваторія Ла-Сілья          | Ерік Вальтер Ельст                |
| (96202) 1992 RR7        | 1992 RR7             | 2 вересня 1992    | Обсерваторія Ла-Сілья          | Ерік Вальтер Ельст                |
| (96203) 1992 SH3        | 1992 SH3             | 24 вересня 1992   | Обсерваторія Кітт-Пік          | Spacewatch                        |
| (96204) 1992 SN5        | 1992 SN5             | 25 вересня 1992   | Обсерваторія Кітт-Пік          | Spacewatch                        |
| 96205 Арарат (Ararat)   | 1992 ST16            | 24 вересня 1992   | Обсерваторія Карла Шварцшильда | Ф. Бернґен, Лутц Шмадель          |
| (96206) 1992 SU17       | 1992 SU17            | 24 вересня 1992   | Обсерваторія Карла Шварцшильда | Ф. Бернґен, Лутц Шмадель          |
| (96207) 1993 FK4        | 1993 FK4             | 17 березня 1993   | Обсерваторія Ла-Сілья          | UESAC                             |
| (96208) 1993 FY6        | 1993 FY6             | 17 березня 1993   | Обсерваторія Ла-Сілья          | UESAC                             |
| (96209) 1993 FA9        | 1993 FA9             | 17 березня 1993   | Обсерваторія Ла-Сілья          | UESAC                             |
| (96210) 1993 FR14       | 1993 FR14            | 17 березня 1993   | Обсерваторія Ла-Сілья          | UESAC                             |
| (96211) 1993 FU23       | 1993 FU23            | 21 березня 1993   | Обсерваторія Ла-Сілья          | UESAC                             |
| (96212) 1993 FK27       | 1993 FK27            | 21 березня 1993   | Обсерваторія Ла-Сілья          | UESAC                             |
| (96213) 1993 FZ30       | 1993 FZ30            | 19 березня 1993   | Обсерваторія Ла-Сілья          | UESAC                             |
| (96214) 1993 FB42       | 1993 FB42            | 19 березня 1993   | Обсерваторія Ла-Сілья          | UESAC                             |
| (96215) 1993 QR9        | 1993 QR9             | 20 серпня 1993    | Обсерваторія Ла-Сілья          | Ерік Вальтер Ельст                |
| (96216) 1993 RM1        | 1993 RM1             | 15 вересня 1993   | Обсерваторія Кітт-Пік          | Spacewatch                        |
| 96217 Ґронкі (Gronchi)  | 1993 RP2             | 14 вересня 1993   | Обсерваторія Азіаґо            | Андреа Боаттіні, Вітторіо Ґоретті |
| (96218) 1993 RZ14       | 1993 RZ14            | 15 вересня 1993   | Обсерваторія Ла-Сілья          | Ерік Вальтер Ельст                |
| (96219) 1993 SH5        | 1993 SH5             | 19 вересня 1993   | Коссоль                        | Ерік Вальтер Ельст                |
| (96220) 1993 SY13       | 1993 SY13            | 16 вересня 1993   | Обсерваторія Ла-Сілья          | Анрі Дебеонь, Ерік Вальтер Ельст  |
| (96221) 1993 TC2        | 1993 TC2             | 15 жовтня 1993    | Обсерваторія Кітамі            | Кін Ендате, Кадзуро Ватанабе      |
| (96222) 1993 TU9        | 1993 TU9             | 12 жовтня 1993    | Обсерваторія Кітт-Пік          | Spacewatch                        |
| (96223) 1993 TG14       | 1993 TG14            | 9 жовтня 1993     | Обсерваторія Ла-Сілья          | Ерік Вальтер Ельст                |
| (96224) 1993 TY17       | 1993 TY17            | 9 жовтня 1993     | Обсерваторія Ла-Сілья          | Ерік Вальтер Ельст                |
| (96225) 1993 TP18       | 1993 TP18            | 9 жовтня 1993     | Обсерваторія Ла-Сілья          | Ерік Вальтер Ельст                |
| (96226) 1993 TS18       | 1993 TS18            | 9 жовтня 1993     | Обсерваторія Ла-Сілья          | Ерік Вальтер Ельст                |
| (96227) 1993 TS22       | 1993 TS22            | 9 жовтня 1993     | Обсерваторія Ла-Сілья          | Ерік Вальтер Ельст                |
| (96228) 1993 TV25       | 1993 TV25            | 9 жовтня 1993     | Обсерваторія Ла-Сілья          | Ерік Вальтер Ельст                |
| (96229) 1993 TE30       | 1993 TE30            | 9 жовтня 1993     | Обсерваторія Ла-Сілья          | Ерік Вальтер Ельст                |
| (96230) 1993 TZ35       | 1993 TZ35            | 11 жовтня 1993    | Обсерваторія Ла-Сілья          | Ерік Вальтер Ельст                |
| (96231) 1993 TF39       | 1993 TF39            | 9 жовтня 1993     | Обсерваторія Ла-Сілья          | Ерік Вальтер Ельст                |
| (96232) 1993 TU39       | 1993 TU39            | 9 жовтня 1993     | Обсерваторія Ла-Сілья          | Ерік Вальтер Ельст                |
| (96233) 1993 TA41       | 1993 TA41            | 9 жовтня 1993     | Обсерваторія Ла-Сілья          | Ерік Вальтер Ельст                |
| (96234) 1993 UG         | 1993 UG              | 20 жовтня 1993    | Паломарська обсерваторія       | Е. Гелін                          |
| (96235) 1993 UB5        | 1993 UB5             | 20 жовтня 1993    | Обсерваторія Ла-Сілья          | Ерік Вальтер Ельст                |
| (96236) 1993 UL7        | 1993 UL7             | 20 жовтня 1993    | Обсерваторія Ла-Сілья          | Ерік Вальтер Ельст                |
| (96237) 1993 VL1        | 1993 VL1             | 4 листопада 1993  | Обсерваторія Сайдинг-Спрінг    | Роберт МакНот                     |
| (96238) 1994 AF4        | 1994 AF4             | 4 січня 1994      | Обсерваторія Кітт-Пік          | Spacewatch                        |
| (96239) 1994 AC7        | 1994 AC7             | 7 січня 1994      | Обсерваторія Кітт-Пік          | Spacewatch                        |
| (96240) 1994 AE7        | 1994 AE7             | 7 січня 1994      | Обсерваторія Кітт-Пік          | Spacewatch                        |
| (96241) 1994 AG7        | 1994 AG7             | 7 січня 1994      | Обсерваторія Кітт-Пік          | Spacewatch                        |
| (96242) 1994 AB17       | 1994 AB17            | 13 січня 1994     | Обсерваторія Кітт-Пік          | Spacewatch                        |
| (96243) 1994 CF6        | 1994 CF6             | 12 лютого 1994    | Обсерваторія Кітт-Пік          | Spacewatch                        |
| (96244) 1994 CA16       | 1994 CA16            | 8 лютого 1994     | Обсерваторія Ла-Сілья          | Ерік Вальтер Ельст                |
| (96245) 1994 CA18       | 1994 CA18            | 8 лютого 1994     | Обсерваторія Ла-Сілья          | Ерік Вальтер Ельст                |
| (96246) 1994 JZ5        | 1994 JZ5             | 4 травня 1994     | Обсерваторія Кітт-Пік          | Spacewatch                        |
| (96247) 1994 PT3        | 1994 PT3             | 10 серпня 1994    | Обсерваторія Ла-Сілья          | Ерік Вальтер Ельст                |
| (96248) 1994 PX6        | 1994 PX6             | 10 серпня 1994    | Обсерваторія Ла-Сілья          | Ерік Вальтер Ельст                |
| (96249) 1994 PD22       | 1994 PD22            | 12 серпня 1994    | Обсерваторія Ла-Сілья          | Ерік Вальтер Ельст                |
| (96250) 1994 PE25       | 1994 PE25            | 12 серпня 1994    | Обсерваторія Ла-Сілья          | Ерік Вальтер Ельст                |
| (96251) 1994 RL26       | 1994 RL26            | 5 вересня 1994    | Обсерваторія Ла-Сілья          | Ерік Вальтер Ельст                |
| (96252) 1994 WB6        | 1994 WB6             | 28 листопада 1994 | Обсерваторія Кітт-Пік          | Spacewatch                        |
| (96253) 1995 BY1        | 1995 BY1             | 28 січня 1995     | Обсерваторія Ніхондайра        | Такеші Урата                      |
| 96254 Hoyo              | 1995 DT2             | 27 лютого 1995    | Обсерваторія Кума Коґен        | Акімаса Накамура                  |
| (96255) 1995 ES6        | 1995 ES6             | 2 березня 1995    | Обсерваторія Кітт-Пік          | Spacewatch                        |
| (96256) 1995 HS2        | 1995 HS2             | 25 квітня 1995    | Обсерваторія Кітт-Пік          | Spacewatch                        |
| (96257) 1995 JE         | 1995 JE              | 3 травня 1995     | Обсерваторія Ла-Сілья          | Стефано Моттола                   |
| (96258) 1995 KQ4        | 1995 KQ4             | 27 травня 1995    | Обсерваторія Кітт-Пік          | Spacewatch                        |
| (96259) 1995 MV1        | 1995 MV1             | 23 червня 1995    | Обсерваторія Кітт-Пік          | Spacewatch                        |
| (96260) 1995 MW3        | 1995 MW3             | 29 червня 1995    | Обсерваторія Кітт-Пік          | Spacewatch                        |
| (96261) 1995 OA4        | 1995 OA4             | 22 липня 1995     | Обсерваторія Кітт-Пік          | Spacewatch                        |
| (96262) 1995 PF         | 1995 PF              | 1 серпня 1995     | Фарра-д'Ізонцо                 | Фарра-д'Ізонцо                    |
| (96263) 1995 SE2        | 1995 SE2             | 23 вересня 1995   | Обсерваторія Сан-Вітторе       | Обсерваторія Сан-Вітторе          |
| (96264) 1995 SF17       | 1995 SF17            | 18 вересня 1995   | Обсерваторія Кітт-Пік          | Spacewatch                        |
| (96265) 1995 SX23       | 1995 SX23            | 19 вересня 1995   | Обсерваторія Кітт-Пік          | Spacewatch                        |
| (96266) 1995 SB33       | 1995 SB33            | 21 вересня 1995   | Обсерваторія Кітт-Пік          | Spacewatch                        |
| (96267) 1995 SK48       | 1995 SK48            | 26 вересня 1995   | Обсерваторія Кітт-Пік          | Spacewatch                        |
| 96268 Томкарр (Tomcarr) | 1995 SA55            | 20 вересня 1995   | Огляд Каталіна                 | Тімоті Спар                       |
| (96269) 1995 SA67       | 1995 SA67            | 17 вересня 1995   | Обсерваторія Кітт-Пік          | Spacewatch                        |
| (96270) 1995 SY68       | 1995 SY68            | 27 вересня 1995   | Обсерваторія Кітт-Пік          | Spacewatch                        |
| (96271) 1995 SH79       | 1995 SH79            | 21 вересня 1995   | Обсерваторія Кітт-Пік          | Spacewatch                        |
| (96272) 1995 SZ88       | 1995 SZ88            | 29 вересня 1995   | Обсерваторія Кітт-Пік          | Spacewatch                        |
| (96273) 1995 UD15       | 1995 UD15            | 17 жовтня 1995    | Обсерваторія Кітт-Пік          | Spacewatch                        |
| (96274) 1995 UB32       | 1995 UB32            | 21 жовтня 1995    | Обсерваторія Кітт-Пік          | Spacewatch                        |
| (96275) 1995 UG66       | 1995 UG66            | 17 жовтня 1995    | Обсерваторія Кітт-Пік          | Spacewatch                        |
| (96276) 1995 VG11       | 1995 VG11            | 15 листопада 1995 | Обсерваторія Кітт-Пік          | Spacewatch                        |
| (96277) 1995 WN4        | 1995 WN4             | 20 листопада 1995 | Обсерваторія Оїдзумі           | Такао Кобаяші                     |
| (96278) 1995 WN19       | 1995 WN19            | 17 листопада 1995 | Обсерваторія Кітт-Пік          | Spacewatch                        |
| (96279) 1995 WE20       | 1995 WE20            | 17 листопада 1995 | Обсерваторія Кітт-Пік          | Spacewatch                        |
| (96280) 1995 WZ31       | 1995 WZ31            | 19 листопада 1995 | Обсерваторія Кітт-Пік          | Spacewatch                        |
| (96281) 1995 WC37       | 1995 WC37            | 21 листопада 1995 | Обсерваторія Кітт-Пік          | Spacewatch                        |
| (96282) 1995 WX38       | 1995 WX38            | 23 листопада 1995 | Обсерваторія Кітт-Пік          | Spacewatch                        |
| (96283) 1995 YQ5        | 1995 YQ5             | 16 грудня 1995    | Обсерваторія Кітт-Пік          | Spacewatch                        |
| (96284) 1995 YY9        | 1995 YY9             | 18 грудня 1995    | Обсерваторія Кітт-Пік          | Spacewatch                        |
| (96285) 1995 YG23       | 1995 YG23            | 20 грудня 1995    | Обсерваторія Галеакала         | NEAT                              |
| (96286) 1996 AE13       | 1996 AE13            | 15 січня 1996     | Обсерваторія Кітт-Пік          | Spacewatch                        |
| (96287) 1996 BW8        | 1996 BW8             | 20 січня 1996     | Обсерваторія Кітт-Пік          | Spacewatch                        |
| (96288) 1996 GD6        | 1996 GD6             | 11 квітня 1996    | Обсерваторія Кітт-Пік          | Spacewatch                        |
| (96289) 1996 HZ12       | 1996 HZ12            | 17 квітня 1996    | Обсерваторія Ла-Сілья          | Ерік Вальтер Ельст                |
| (96290) 1996 HZ17       | 1996 HZ17            | 18 квітня 1996    | Обсерваторія Ла-Сілья          | Ерік Вальтер Ельст                |
| (96291) 1996 HQ20       | 1996 HQ20            | 18 квітня 1996    | Обсерваторія Ла-Сілья          | Ерік Вальтер Ельст                |
| (96292) 1996 HR20       | 1996 HR20            | 18 квітня 1996    | Обсерваторія Ла-Сілья          | Ерік Вальтер Ельст                |
| (96293) 1996 HV22       | 1996 HV22            | 20 квітня 1996    | Обсерваторія Ла-Сілья          | Ерік Вальтер Ельст                |
| (96294) 1996 JE2        | 1996 JE2             | 11 травня 1996    | Станція Сінлун                 | SCAP                              |
| (96295) 1996 JF7        | 1996 JF7             | 11 травня 1996    | Обсерваторія Кітт-Пік          | Spacewatch                        |
| (96296) 1996 OK1        | 1996 OK1             | 20 липня 1996     | Станція Сінлун                 | SCAP                              |
| (96297) 1996 RY25       | 1996 RY25            | 13 вересня 1996   | Обсерваторія Галеакала         | NEAT                              |
| (96298) 1996 RE26       | 1996 RE26            | 6 вересня 1996    | Обсерваторія Сайдинг-Спрінг    | Ґордон Ґаррард                    |
| (96299) 1996 SO         | 1996 SO              | 18 вересня 1996   | Прескоттська обсерваторія      | Пол Комба                         |
| (96300) 1996 SC8        | 1996 SC8             | 21 вересня 1996   | Станція Сінлун                 | SCAP                              |